# Соколови
Соколови (лат. Falconidae) су породица из монотипичног реда соколовки (лат. Falconiformes), раније подред праве соколовке.

## Класификација
Породица соколови (Falconidae):
- Потпородица 
  - Род Falco
    - Мадагаскарска ветрушка

    - Сејшелска ветрушка

    - Маурицијуска ветрушка

    - Реунионска ветрушка

    - Молучка ветрушка

    - Аустралијска ветрушка

    - Обична ветрушка

    - Камењарска ветрушка

    - Велика ветрушка

    - Лисичја ветрушка

    - Степска ветрушка / белонокта ветрушка

    - Пепељаста ветрушка

    - Дикинсонова ветрушка

    - Мадагаскарска пругаста ветрушка

    - Црвеноглави соко

    - Сива ветрушка

    - Амурски соко

    - Мрки соко / морски соко

    - Гарави соко

    - Америчка ветрушка

    - Оловни соко

    - Мали соко

    - Соко шишмишар

    - Риђогруди соко

    - Соко ластавичар

    - Афрички соко

    - Оријентални соко

    - Аустралијски соко

    - Новозеландски соко

    - Смеђи соко

    - Аустралијски сиви соко

    - Црни соко

    - Планински соко / кршки соко

    - Индијски соко

    - Степски соко

    - Северни соко

    - Преријски соко

    - Сиви соко

    - Пустињски соко

    - Теитски соко


  - Род Herpetotheres
    - Насмејани соко


  - Род Spiziapteryx
    - Пегавокрили соколић


  - Род Polihierax
    - Патуљасти соко

    - Белогузи патуљасти соко


  - Род Microhierax
    - Огрличасти соколић

    - Црнобедри соколић

    - Борнејски соколић

    - Филипински соколић

    - Шарени соколић

- Потпородица 
  - Род 
    - Црна каракара


  - Род Ibycter
    - Црвеногрла каракара


  - Род Phalcoboenus
    - Наборана каракара

    - Планинска каракара

    - Белогрла каракара

    - Јужна планинска каракара


  - Род Caracara
    - Северна ћубаста каракара

    - Јужна ћубаста каракара

    - Гвадалупска каракара
[2]

  - Род Milvago
    - Жутоглава каракара

    - Чиманго каракара


  - Род Micrastur
    - Пругасти шумски соко

    - Оловни шумски соко

    - Линијасти шумски соко

    - Криптски шумски соко

    - Шкриљчастолеђи шумски соко

    - Огрличасти шумски соко

    - Баклијев шумски соко
